# 枚皋
枚皋（前2世纪前130年代前后—？），字少孺，淮阴县（县治在今江苏省淮安市）人，生于梁国，西汉辞赋家，枚乘庶子。
其父枚乘为著名文学家，在梁国为梁孝王门客时，娶枚皋之母为小妻，生枚皋。父亲枚乘东归，皋母不肯随。枚乘怒，分给枚皋数千钱，让他随母亲留在梁国。枚皋善辞赋，十七岁时上书梁共王（前144年至137年在位），得召为郎。曾为梁共王使，因被冗从之人谗言毁谤得罪，家室被抄没，枚皋逃到长安。遇到大赦，枚皋上书汉武帝，说明自己是枚乘的儿子。武帝很高兴，把他召入宫中，让他作赋，受到皇帝赏识，拜为郎。枚皋曾出使匈奴。从武帝巡幸甘泉宫、雍城、河东等地，参与封禅泰山。
枚皋不通经术，好诙谐，善写辞赋，才思敏捷，时人比之东方朔。枚皋作辞赋，都以俳优嫚戏的态度写出。他和东方朔同以滑稽得武帝喜爱，常让他随从出巡弋猎，武帝有所感，便让他作赋助兴。汉武帝视之如倡优，枚皋成为文学弄臣。他以下笔敏捷知名，受诏辄成，故所作颇多。数量多于司马相如，但是质量不及。扬雄说：“军旅之际，戎马之间，飞书驰檄，则用枚皋。”他有赋一百二十篇，已佚。

## “枚里”
或认为枚皋在晚年回到父亲的故里淮阴县（县城在今江苏省淮安市淮阴区马头镇境内）定居，最终安葬于淮阴县。晚唐趙嘏的《忆山阳》诗中有：“家在枚皋旧宅边，竹轩晴与楚陂连”的诗句。
枚乘、枚皋父子的故里一说在山阳县“枚里”。“枚里”一名传承至近代。即是1950年并入河下镇的枚里镇（在今淮安市淮安区河下街道河下古镇）外，曾有“枚里街”、“枚家巷”、“古枚里街”的街巷名。河下古镇建有枚皋故里牌楼（已毁）、枚亭。
枚乘、枚皋父子的故里另说在淮阴县城所在的马头镇。北宋《太平寰宇记》记载：“枚乘宅、墓，在[淮阴县]县南二百步。”清朝咸丰《清河县志》记：“枚皋墓在淮阴故城，枚乘宅在淮阴故城南二百步，韩亭在淮阴故城南，枚亭在淮阴故城北，步亭在淮阴故城西，娑罗树碑在淮阴故城南二百步……。”因淮阴县经历水患战乱，有关枚氏父子古迹，早已荡然无存。